# Anomostachys lastellei
Anomostachys es un género monotípico de plantas perteneciente a la familia Euphorbiaceae. Su única especie: Anomostachys lastellei es originaria de Madagascar donde se distribuye por las provincias de Antananarivo, Antsiranana, Fianarantsoa, Mahajanga, Toamasina y Toliara.

## Taxonomía
Anomostachys lastellei fue descrito por (W.T.Aiton) I.M.Johnst. y publicado en Bibliotheca Botanica 146: 11. 1996.
sinonimia
- Excoecaria lastellei Müll.Arg.
- Sapium gymnogyne Leandri
- Sapium loziense Leandri
- Sapium perrieri Leandri
- Stillingia lastellei Baill[2][3]